# رونالد اوهمان
رونالد اوهمان (سوئدی: Ronald Åhman؛ زادهٔ ۳۱ ژانویهٔ ۱۹۵۷) بازیکن فوتبال اهل سوئد بود.
از باشگاه‌هایی که در آن بازی کرده‌است می‌توان به باشگاه فوتبال دیورگاردن اشاره کرد.
وی همچنین در تیم‌های ملی فوتبال زیر ۱۸ سال سوئد, زیر ۲۳ سال سوئد و سوئد بازی کرده‌است.